# Ariel Lausarot
Ariel Lausarot Peralta (Colonia del Sacramento, 22 de octubre de 1952), político uruguayo perteneciente al Partido Colorado.

## Biografía
Cursó estudios en la Facultad de Derecho. Ejerció la docencia en Enseñanza Secundaria y UTU.
En las elecciones de 1984 acompaña a Julio María Sanguinetti, y es electo diputado por el departamento de Colonia para el periodo 1985-1990. 
En 1990 es nombrado para el Directorio de ANCAP.
Fue nuevamente electo diputado, esta vez por el Foro Batllista, para el periodo 1995-2000. Durante el año 1999 fue Presidente de la Cámara de Diputados.
En 2000 fue nombrado presidente del Banco Hipotecario del Uruguay. Su gestión fue duramente cuestionada por la problemática de los pases en comisión.